# Ville-sur-Vence
Pour les articles homonymes, voir Ville (homonymie) et Vence (homonymie).
Ville-sur-Vence est un ancien village médiéval disparu de Champagne qui se situait sur le territoire de l'actuel département français des Ardennes.

## Histoire
Les archives administratives de Reims détiennent un document concernant Boulzicourt , « et sunt ibid duo succ., scilicet Villa S. Petri (Saint-Pierre-sur-Vence), et Villa supra Vensam (Ville-sur-Vence), in qua S. Christophorus veneratur .» Ville-sur-Vence était donc une succursale de la paroisse de Boulzicourt, et l'on y vénérait saint Christophe.
Il existe un « échange entre Thomas de Coucy et l'abbaye de Mouzon à propos de droits que l'abbaye possédait à Ville-sur-Vence »  datant de 1262.
La Statistique  des élections de Reims, Rethel et Sainte-Ménehould dressée en 1657 par le sieur Terruel en vue du projet de cadastre général de la généralité de Chalons , ensuite du projet du maréchal de Fabert indique : 
« Ville-sur-Vence et Bethenval, au seigneur de Mercy de Rethel.— Terres labourables médiocres : 46 arpents — Prés: 19 arpents — Charrues: 2. — Ménages 3. — Payent à Luxembourg avec Boulzicourt peu de chose, à Rocroy 22 livres, garde et corvées à Donchery. — Taille 26 livres »
Les listes des titres de noblesse, accordées par les Souverains des Pays-Bas depuis l'année 1659, jusqu'à la fin de 1782, mentionne un François-Jean-Marc-Antoine-Louis le Roi-de-Ville, de Ville-sur-Vence. Le titre existait encore, le fief aussi peut-être (au moins la ferme), ce qui ne garantit pas qu'il y eût encore des manants mainmortables.   
Le Traité sur les tailles et les tribunaux qui connoissent de cette imposition, par M. Auger, avocat du Roy, de 1788, mentionne encore Ville-sur-Vanze, en l'élection de Rethel .
La carte de Cassini indique encore Ville-sur-Vence, mais sans mention de bâti. La carte de l'IGN indique les ruines de la ferme de Ville.

## Géographie
Ce village était situé sur la rive droite de la Vence, face à Saint-Pierre-sur-Vence, qui occupe la rive gauche. Sa localisation se situerait entre la rivière et l'autoroute A34. La carte d'état-major du début du XIXe siècle en indique encore la localisation, ainsi que la présence d'une ferme isolée importante. La ferme de Ville fit les frais, à la fin du XXe siècle, du tracé de l'autoroute.

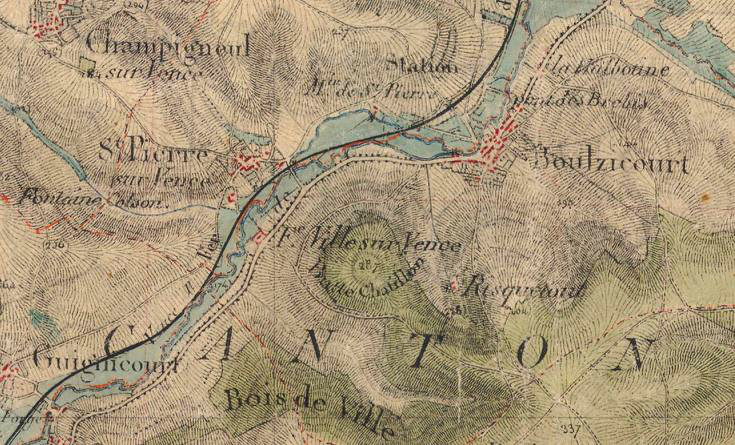
Détail de la carte d'état-major du début du XIXe siècle